# 알칼리성 식품

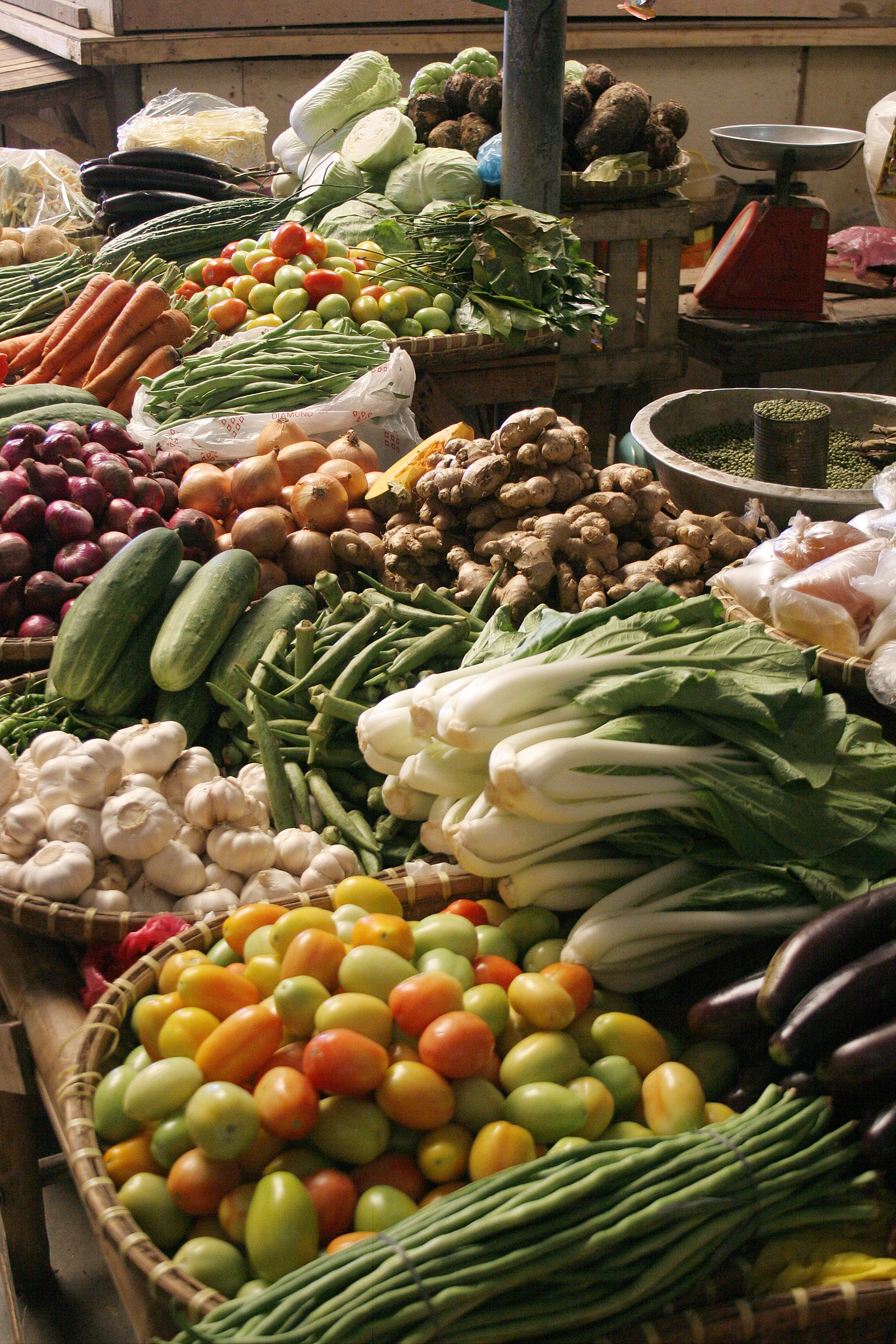

알칼리성 식품(Alkaline diet, alkaline ash diet, alkaline acid diet, acid ash diet, acid alkaline diet)은 알칼리성의 물질을 포함한 식품을 말한다. 주로 골다공증 연구와 관련된 산성 재 가설에서 비롯되었다. 야채, 과일, 우유 등이 이에 속한다. 찬성자들의 의견에 따르면 우리 몸 속의 혈액은 약알칼리성이 되어야 질병 치료나 예방에 좋다고 한다.